# Jasuharu Sorimači
Jasuharu Sorimači (* 8. března 1964) je japonský fotbalista.

## Reprezentační kariéra
Jasuharu Sorimači odehrál 4 reprezentační utkání.

## Statistiky
| Japonsko | Japonsko | Japonsko |
| Roky     | Záp.     | Góly     |
| -------- | -------- | -------- |
| 1990     | 2        | 0        |
| 1991     | 2        | 0        |
| Celkem   | 4        | 0        |